# Alien - La clonazione
Alien - La clonazione (Alien: Resurrection) è un film del 1997 diretto da Jean-Pierre Jeunet.
Sequel del film Alien³ (1992) è il quarto film del franchise di Alien.

## Trama
Anno 2379. Sono passati 200 anni dai fatti del pianeta Fiorina 161 ed Ellen Ripley viene clonata nel corso di un esperimento illegale condotto dagli scienziati Wren e Gediman sulla nave militare dei Sistemi Uniti "Auriga". Lo scopo è quello di recuperare l'embrione di Xenomorfo dal suo torace per ottenere una regina che produca degli Alien in larga scala a scopo bellico. L'esperimento riesce all'ottavo tentativo, ottenendo un clone di Elen Ripley con l'embrione della regina. La nuova Ripley, a causa dei processi subiti, non è però un semplice essere umano: ha una sorta di legame empatico con gli Xenomorfi, possiede alcune loro caratteristiche, come una forza sovrumana, gli artigli acuminati, il sangue corrosivo (anche se con un potenziale corrosivo decisamente minore rispetto a quello degli xenomorfi) e in generale mostra comportamenti molto più aggressivi della Ripley originale. Inoltre, tra i risultati inaspettati della clonazione vi è, da parte di Ripley 8, la capacità di recuperare e attingere dalla sua memoria attuale molti ricordi della sua vita precedente. Gli scienziati, stupiti di ciò, associano questo a un beneficio inaspettato dell'incrocio genetico: come gli alieni tramandano esperienze - e quindi anche memoria di varia natura - di generazione in generazione, perfino Ripley 8 ha ereditato la vecchia memoria dalla Ripley originale. Detto indirettamente, ella sembra essere la reincarnazione di Ellen Ripley.
Nel frattempo, la nave da trasporto "Betty" attracca sull'Auriga con un carico di contrabbando di uomini tenuti in stato criogenico. Il generale Perez, a colloquio con il capo della nave Elgyn, paga il trasporto in contanti mantenendo il mistero sull'utilizzo del carico. Gli uomini ibernati serviranno in realtà da ospiti per le uova partorite dalla Regina, ormai adulta.
Call, una dei contrabbandieri, si introduce nella cella dov'è tenuta Ripley per uccidere l'embrione, ma può solo costatare che ormai è troppo tardi, dato che glielo hanno già estratto. Non potendo fare altro, Call offre a Ripley di ucciderla comunque per mettere fine alle sue sofferenze. Questa però le risponde che non ha nessuna intenzione di morire e le ordina di andarsene. Il comportamento della ragazza però non passa inosservato, e porta il generale ad arrestare i contrabbandieri con l'accusa di essere terroristi. Una breve sparatoria consente al gruppo di liberarsi, prendendo Wren e il soldato Distefano come ostaggi per poter tornare alla loro astronave.
Nel frattempo i neonati Xenomorfi (generati utilizzando i corpi portati dai contrabbandieri) riescono a liberarsi dall'area per esperimenti dove sono tenuti facendo a pezzi uno dei loro compagni, in modo da sciogliere le pareti delle celle con il suo sangue corrosivo. Le creature catturano il dottor Gediman e cominciano a uccidere l'equipaggio della nave, portando il generale Perez a ordinare l'evacuazione. La maggior parte dei militari riesce a fuggire, mentre il generale e alcuni altri perdono la vita. Nel frattempo, anche Ripley, sfruttando l'evacuazione in atto, fugge dalla sua cella.
Il gruppo di contrabbandieri, compreso che qualcosa non va, comincia a dirigersi verso la propria nave, ma Elgyn, separato dal gruppo viene ucciso da una delle creature. Gli altri, dopo averne scoperto il cadavere tentano disperatamente di fuggire ma rimangono bloccati in un vicolo cieco. A salvarli interviene Ripley che, dopo essersi liberata dalla cella dove si trovava rinchiusa, attira ed elimina l'alieno che li inseguiva. Nonostante le proteste di Call, che resta convinta che Ripley resti alla fine uno Xenomorfo e che quindi quando arriverà il momento li tradirà, il gruppo permette a Ripley di seguirli. Successivamente il gruppo trova un uomo, in stato confusionale, Purvis. Egli è una delle cavie dell'esperimento e che porta in sé un embrione alieno. I fuggitivi, convinti da Call, decidono comunque di portarlo con loro e ibernarlo nella Betty per poi rimuovere l'alieno.
Nel corso della fuga, Ripley rinviene una stanza con la dicitura "1-7" e, poiché sul suo braccio è tatuato il numero "8", si incuriosisce e decide di entrare: trova così i mostruosi esperimenti di clonazione precedenti a lei, orrendi ibridi tra umani e Xenomorfi, tra cui l'ultimo in fin di vita che la prega di ucciderla. Call le passa un lanciafiamme e Ripley pone fine alle sofferenze della sventurata creatura, per poi radere al suolo il laboratorio distruggendo i resti degli altri cloni. Per un breve istante sembra sul punto di attaccare Wren, ma decide di non farlo.
Durante l'attraversamento subacqueo della mensa, completamente allagata, Hillard viene catturata da uno Xenomorfo, mentre gli altri si trovano bloccati da un gruppo di uova in procinto di schiudersi. Christie riesce a colpirle con alcuni proiettili esplosivi, permettendo al gruppo di uscire dall'acqua. Mentre risalgono la scala però Wren inganna Call e, dopo essersi fatto consegnare un'arma, le spara, facendola cadere in acqua e bloccando, dopo averla attraversata, l'unica porta per lasciare il condotto. A complicare le cose dalle acque emerge anche lo Xenomorfo che li seguiva, che riesce ad ferire Christie spruzzandogli acido in faccia prima di venire ucciso da Johner. Christie, resosi conto di non essere in grado di continuare si lascia poi a sua volta cadere in acqua, sacrificandosi per salvare gli altri. Improvvisamente la porta si apre, rivelando Call. Ripley capisce rapidamente come faccia a essere ancora viva: Call in realtà un androide, a conoscenza degli esperimenti del generale e intenzionata a fermarli prima che possano mettere in pericolo l'intera razza umana. Sfruttando le sue capacità, Call libera la strada per la Betty, blocca Wren (scatenandogli contro un gruppo di Xenomorfi) e ordina al computer centrale di far schiantare l'Auriga invece di atterrare. Poco prima di raggiungere la navicella però Ripley subisce l'influenza di una sorta di istinto primordiale, chinandosi incautamente su una griglia che cede, facendola precipitare nel nido degli Xenomorfi.
Sulla Betty ricompare Wren, ancora intenzionato a consegnare gli Xenomorfi ai suoi superiori: verrà ucciso da Purvis, nel suo ultimo gesto prima che l'embrione nascente lo uccida a sua volta. I pochi superstiti eliminano quindi l'alieno neonato.
Ripley intanto si risveglia nella stanza della regina: il dottor Gediman, intrappolato in un bozzolo, spiega che così come il processo di clonazione aveva reso Ripley più simile alla regina Alien, esso aveva reso quest'ultima simile alla prima e quindi, per la prima volta, sta partorendo invece che depositare uova. La creatura, un mostruoso ibrido umano-Alien, appena nata uccide la Regina, riconoscendo in Ripley la propria vera madre. Quest'ultima, approfittando della distrazione della creatura (impegnata a uccidere Gediman) fugge verso la Betty, raggiungendola appena in tempo.
La navicella però ha difficoltà a partire, perché il portello non si chiude bene. Recatasi nella zona cargo per risolvere il problema, Call scopre la presenza a bordo dell'Ibrido ed è costretta ad assistere impotente all'uccisione di Distephano, sopraggiunto per aiutarla. Ripley, percependo che qualcosa non va, raggiunge anche l'androide, venendo di nuovo accolta dall'Ibrido, che continua a mostrarsi docile e affettuoso, nei suoi riguardi. Nonostante senta anche lei una sorta di legame con lui, Ripley capisce che è troppo pericoloso lasciarlo vivo e, a malincuore, sfrutta il proprio sangue corrosivo per causare un foro nella navicella, dalla quale esso viene orribilmente risucchiato e disperso nello spazio, sotto gli occhi disperati della donna. La navicella raggiunge finalmente l'atmosfera terrestre e il film si conclude con Ripley che guarda la Terra insieme a Call, entrambe incerte ma speranzose sul loro futuro (in un finale alternativo usato per alcune versioni estese, la Betty atterra in una Parigi distrutta e desertificata).

## Produzione
Il film fu prodotto negli Stati Uniti d'America con un budget di 70 milioni USD messo a disposizione dalle imprese Bill Badalato, Gordon Carrol, David Giler, Walter Hill per Brandywine Productions e dalla Twentieth Century-Fox Film Corporation.
L'attrice protagonista, Sigourney Weaver, ha preteso una retribuzione di 11 milioni di dollari per continuare a interpretare il ruolo di Ripley. Nel primo film della saga di Alien, nel 1979, la Weaver era stata ingaggiata per 30 mila dollari.

## Distribuzione
L'anteprima del film avvenne il 6 novembre 1997, venne distribuito per la prima volta il 12 novembre dello stesso anno a Parigi e uscì ufficialmente negli Stati Uniti il 26 novembre, fu distribuito nelle sale dalla 20th Century-Fox mentre la versione in DVD e Blu-ray dalla 20th Century Studios Home Entertainment. In Italia è stato distribuito il 27 febbraio 1998.

## Accoglienza

### Incassi
Il film ha incassato complessivamente 161376069 $.

### Critica
Il sito aggregatore di recensioni Rotten Tomatoes riporta che il 55% delle 161 recensioni professionali ha dato un giudizio positivo sul film, con un voto medio di 5,9 su 10 e il consenso: "Alien - La clonazione segna un leggero miglioramento rispetto al suo predecessore, ma manca ancora della posta in gioco emotiva che ha contribuito a rendere i primi due capitoli del franchise dei classici di fantascienza/horror." Su Metacritic il film detiene un punteggio medio di 62 su 100 basato su 21 recensioni, indicando "recensioni generalmente favorevoli".

## Riconoscimenti
- 1997 - Satellite Award
  - Candidatura - Miglior film d'animazione o a tecnica mista a Bill Badalato, Gordon Carroll, David Giler e Walter Hill
- 1998 - Saturn Award
  - Candidatura - Miglior film di fantascienza
  - Candidatura - Miglior regia a Jean-Pierre Jeunet
  - Candidatura - Miglior attrice protagonista a Sigourney Weaver
  - Candidatura - Miglior attrice non protagonista a Winona Ryder
  - Candidatura - Migliori costumi a Bob Ringwood
  - Candidatura - Migliori effetti speciali a Pitof, Erik Henry, Alec Gillis e Tom Woodruff Jr.
- 1998 - Blockbuster Entertainment Award
  - Miglior attrice non protagonista in un film di fantascienza a Winona Ryder
  - Candidatura - Migliore attrice in un film di fantascienza a Sigourney Weaver
- 1997 - Bogey Awards
  - Bogey Award
- 1998 - Online Film & Television Association
  - Candidatura - Miglior attrice in un film di fantascienza/horror/fantasy a Sigourney Weaver
- 1997 - Stinkers Bad Movie Award
  - Candidatura - Peggior attrice a Sigourney Weaver
  - Candidatura - Peggior attrice non protagonista a Winona Ryder

## Altri media
Alien Resurrection è un videogioco d'azione sviluppato dalla Argonaut Games e pubblicato nel 2000 dalla Fox Interactive per Sony PlayStation, e ispirato al film. Il gioco ha avuto un riscontro dalla critica altalenante, e una valutazione complessiva di 61 su Metacritic. Il motore grafico sfrutta a pieno le potenzialità della console che ormai si accingeva al tramonto dopo l'annuncio di Playstation 2. Inizialmente era prevista anche una conversione del titolo per SEGA Dreamcast, successivamente cancellata.